# The Korea Herald
The Korea Herald é um jornal diário de língua inglesa fundado em 1953 e publicado em Seul, Coreia do Sul. A equipe editorial é composta de escritores e editores coreanos e internacionais, com cobertura de notícias adicionais, extraídas de agências de notícias internacionais, como a Associated Press. O jornal é membro da Asia News Network.
O The Korea Herald é operado pela Herald Media. A Herald Media também publica The Herald Business, um diário de negócios em língua coreana, The Junior Herald, um semanário inglês para adolescentes, e The Campus Herald, um semanário em coreano para estudantes universitários.